# A nagy tanítás
A nagy tanítás eredetileg a Szertartások feljegyzéseinek a 42. fejezete, de a Szung (Song)-korban kiemelték, és a Négy könyvnek nevezett konfuciánus alapművek sorába helyezték. A bizonytalan keletkezési korú és szerzőségű írás Konfuciusznak tulajdonított mondásokat, valamint minden kohéziót nélkülöző, a konfuciánus értékek szerinti tanításokkal kapcsolatos idézeteket tartalmaz.

## Története
A Szertartások feljegyzései tartalmazta szövegeknek a szerzősége és a keletkezési kora egyaránt bizonytalan. Különböző művekből és korokból származó írások egybegyűjtésével állíthatták valamikor a Han-kor elején. Ugyanis ez a mű volt az egyike azoknak, amelyek a leginkább megsínylették az i. e. 213-ban Csin Si Huang-ti (Qin Shi Huangdi) által elrendelt könyvégetést, melynek célja az volt, hogy a Csou (Zhou)-kori konfuciánus hagyományokra hivatkozó arisztokrácia előjogait az első császár eltörölje. A Csin (Qin)-dinasztia bukását követően, a Han-dinasztia első uralkodói minden tőlük telhetőt elkövettek, hogy rekonstruálják a megsemmisült műveket, és ennek a kései kompilációnak a nyomai fedezhetők fel a Szertartások feljegyzéseinek szövegein.
A nagy tanítást a Szung (Song)-kori konfuciánus filozófus és filológus, Csu Hszi (Zhu Xi) (朱熹; 1130–1200),
A közép mozdulatlansága (Csung jung (Zhong yong) 《中庸》) című 31. fejezettel együtt kiemelte a műből, kommentárokkal ellátva a konfuciánus kánonnak az úgynevezett Négy könyv (sze su (si shu) 《四書》) csoportjába helyezte a Beszélgetések és mondások, valamint Menciusz műve mellé.

## Keletkezése, szerzősége
A nagy tanítás fennmaradt szövege tartalmi szempontból két jól elkülöníthető részből áll. Az első egy összefüggő, ám rövid eszmefuttatás, a másik pedig egy szorosabb kohézió nélküli idézetgyűjtemény, amely a nagyrészt elveszett kommentár részét képezhette. Ez utóbbi részben szereplő idézetek közötti összefüggést már a Szertartások feljegyzéseinek Han-kori szerkesztői sem tudták feltárni és rekonstruálni. Erre a feladatra majd Csu Hszi (Zhu Xi) vállalkozott a Szung (Song)-korban, de eredménye nem tekinthető többnek egy kísérletnél. Ugyanígy bizonyíthatatlan az a kijelentése, miszerint a mű első része magának Konfuciusznak a szavait tartalmazza, melyeket tanítványa, Ceng-ce (Zengzi) (曾子; i. e. 505–435) jegyzett le. Egy másik Szung (Song)-kori tudós, Vang Po (Wang Bo) (王柏; 1197–1274) szintén bizonyíthatatlan állítása szerint a Konfuciusznak tulajdonított szöveget a mester unokája, Ce-sze (Zisi) (子思; kb. i. e. 481–402) írta le. A nagy tanítás szerzőjével kapcsolatban tehát semmi hitelt érdemlőt nem lehet kijelenteni. A szöveg stiláris vizsgálata alapján, annak fejlett logikai érvelése okán a keletkezését általában a Csou (Zhou)-kor végére helyezik.

## Fordítása
A magyar fordítása teljes terjedelmében Tőkei Ferenc tolmácsolásában olvasható.

## Külső hivatkozások
- Az eredeti kínai szöveg angol fordításban és Csu Hszi (Zhu Xi) kommentárjaival – Chinese Text Project
- Charles Muller angol fordítása